# Agostino Gemelli

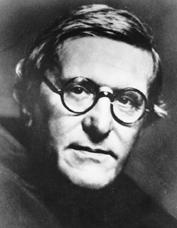

Agostino Gemelli, född 18 januari 1878 i Milano, död 15 juli 1959 i Milano, var en italiensk romersk-katolsk filosof och läkare.
Efter att i ungdomen ha varit anhängare till socialismen och den i Italien förhärskande positivismen samt förvärvat doktorsgrad i medicin, övergick Gemelli 1908 till katolicismen och inträdde i franciskanorden. 
Han stod därefter i spetsen för den nyskolastiska rörelsen i Italien, åt vilken han gav en kraftig impuls och en fast organisation särskilt genom Rivista di filosofia neo-scolastica (grundad 1909) och genom att grunda det katolska Sacro Cuore-universitetet i Milano, vars rektor han var 1921-1959. 
Biologiskt och psykologiskt skolad, bekämpade han positivismen och materialismen, särskilt på dessa båda forskningsområden. Å andra sidan framhöll han gentemot den förhärskande nyhegelianska idealismen nödvändigheten av ett organiskt samband mellan naturvetenskaperna och filosofin.